# А+
А+ је векторски програмски језик креиран 1988. Он је изведен из програмских језика А и АПЛ. А+ је уједно и дијалект програмског језика АПЛ. Артур Витни је развио онај 'А' део програмског језика А+, док су остали програмери на Морган Стенлију додали графички кориснички интерфејс и остале могућности и додатке. Последња верзија језика А+ је изашла у новембру 2006. године.
Артур Витни је затим кренуо да развија нов језик, К, са скупом карактера изведених из програмског језика АПЛ.

## Пример кода
Програм који приказује Здраво свете! поруку.
[]<-’Здраво свете!’